# Diospyros rotundifolia
Diospyros rotundifolia är en tvåhjärtbladig växtart som beskrevs av William Philip Hiern. Diospyros rotundifolia ingår i släktet Diospyros och familjen Ebenaceae. Inga underarter finns listade i Catalogue of Life.